# مركز إفريقيا

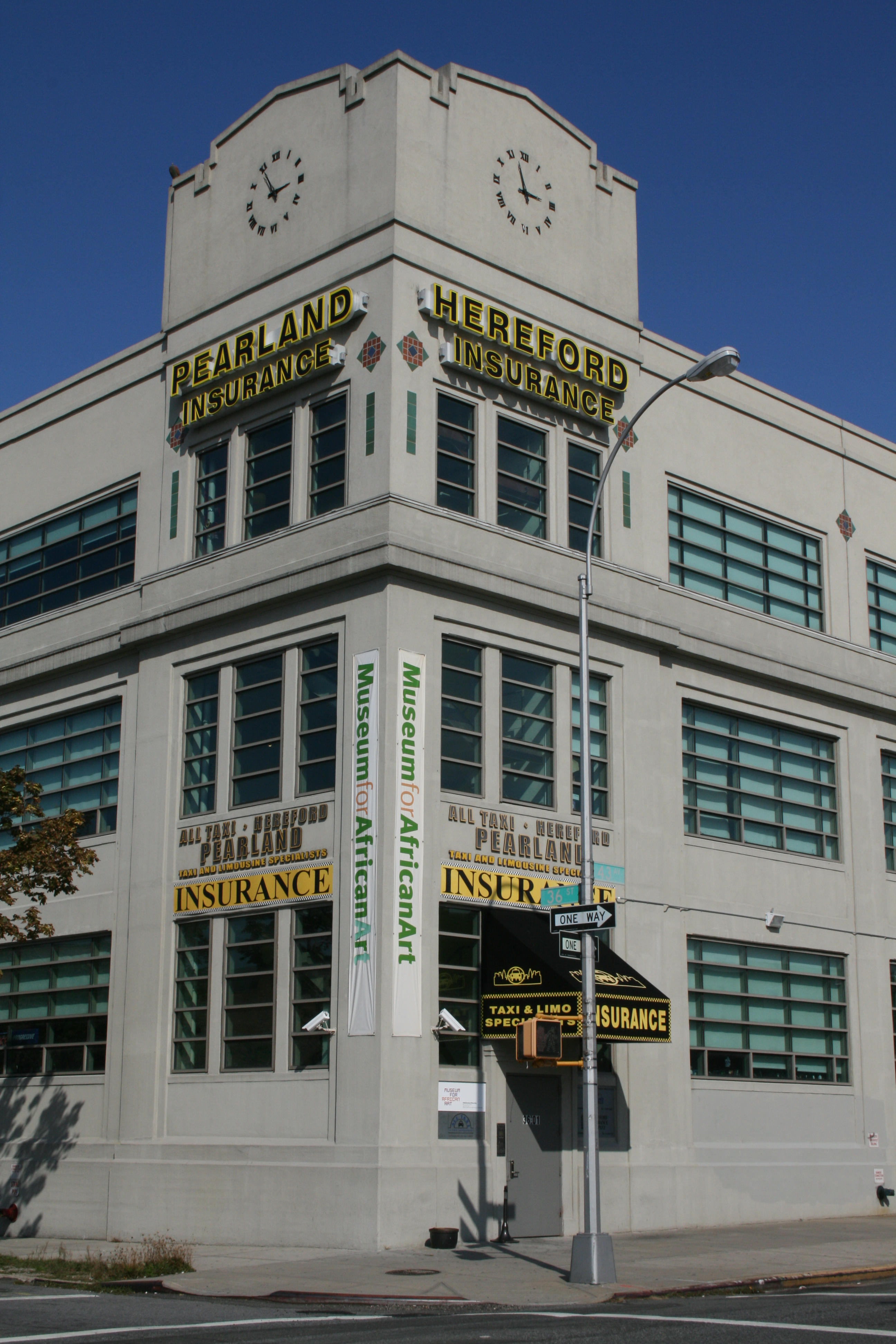

مركز أفريقيا المعروف رسميا بمتحف أفريقيا للفنون، متحف يقع في أنحاء لونج أيلاند في حي كوينز في نيويورك سيتي، الولايات المتحدة الأمريكية. يتم التخطيط لإعادة افتتاح المتحف في الجادة الخامسة في شارع 110 هارلم.
تم تأسيس المتحف في عام 1984، بهدف توعية الجمهور في فهم وتقدير الفن الأفريقي. يعرف المتحف أيضا ببرامج التوعية المجانية التي يقدمها للعامة التي تهدف إلى زيادة الوعي بالثقافة الأفريقية، كما يدير متجر فريد لبيع الحرف اليدوية الأفريقية الأصيلة. أغلق المتحف في أوائل عام 2010، مع وعد بإعادة افتتاحة في عام 2015.
في عام 2015، استعان المتحف بمايكل دي كافن، سفير الولايات المتحدة السابق في بوتسوانا وخبير في الشئون الأفريقية، كمدير عام للمتحف. لم يستمر كافن في هذا المنصب كثيرا حيث استقال في أواخر عام 2016.
نظم المتحف ما يقرب من 60 معرض ناجحا حتى الآن، كما سافر إلى ما يقرب من 140 مكانا وطنيا ودوليا داخل 15 دولة.

## التاريخ
بدأ المتحف كمركز صغير للفنون الأفريقية. كان مدير المركز آنذاك هي سوزان مولين فوغل، التي عملت سابقا كمساعد مشارك في قسم الفن البدائي في متحف المتروبوليتان للفنون. خلال فترة إدارتها للمتحف، نظمت العديد من المعارض الناجحة أثارت فيها إعجاب الجماهير الغربية بالثقافة الأفريقية. لعل من أشهر هذة المعارض:
- الفن/الفن الواقعي: مجموعات الأنثروبولوجيا للفن الأفريقي في عام 1988.
- معرض-حركة التضامن الدولية: المتاحف والفن الأفريقي في عام 1994
- معرض اكتشاف أفريقيا: الفن الأفريقي في القرن العشرين" في عام 1991.

في عام 2005، كان المتحف من بين 406 مؤسسة للفنون والخدمات الاجتماعية في مدينة نيويورك يحصل على جزء من منحة بقيمة 20 مليون دولار من مؤسسة كارنيجي، بعد تبرع مؤسسة كارنغي في نيويورك لصاحبها رجل الأعمال وعمدة نيويورك مايكل بلومبرغ.
تأخير الافتتاح عدة سنوات، نتيجة لملاحظة أن مساحة المتحف في الجادة الخامسة ليس كافيا، لذلك تم إتخاذ قرار يهدف إلى توسيع نطاق المشروع. ليعلن أنه سيتم الافتتاح في عام 2015، في شارع 110 الشرقي، شرق هارلم، مانهاتن. المتحف الجديد من تصميم المهندس المعماري روبرت ستيرن، يعتبر المتحف أول متحف يبنى في نيويورك منذ اكتمال متحف غوغنهايم في عام 1959.
المتحف على مساحة 90,000 قدم مربع (8400 متر مربع) مع مساحة 16,000 قدم مربع (1500 متر مربع) فضاء خارجي، يحتوي المتحف على مسرح، مركز تعليمي، مكتبة، فصول تعليمية، مراكز مخصصة للفاعليات، مطعم ومتجر للهدايا. خصصت كلا من تشيلسي كلينتون، حليمة دانغوتي وهديل إبراهيم ابنة رجل الأعمال سوداني الأصل محمد إبراهيم الكثير من الوقت والجهد في تطوير المركز ونشر بحوثه وفاعلياته لتصل إلى شرحية جديدة من المواطنين.